# Сосновець (Великопольське воєводство)
Сосновець (пол. Sosnowiec, нім. Erlental) — село в Польщі, у гміні Сьрем Сьремського повіту Великопольського воєводства.
Населення — 115 осіб (2011).
У 1975-1998 роках село належало до Познанського воєводства.

## Демографія
Демографічна структура станом на 31 березня 2011 року:
|          | Загалом | Допрацездатний вік | Працездатний вік | Постпрацездатний вік |
| -------- | ------- | ------------------ | ---------------- | -------------------- |
| Чоловіки | 53      | 12                 | 39               | 2                    |
| Жінки    | 62      | 11                 | 43               | 8                    |
| Разом    | 115     | 23                 | 82               | 10                   |